# Euplocia moorei
Euplocia moorei är en fjärilsart som beskrevs av Jean Baptiste Boisduval. Euplocia moorei ingår i släktet Euplocia och familjen nattflyn. Inga underarter finns listade i Catalogue of Life.